# Rasnu (sátrapa)
Rasnu (em persa médio: Rašn) foi um oficial sassânida do século III, ativo durante o reinado do xá Sapor I (r. 240–270). Na década de 250, após a captura de Dura Europo por Sapor, foi nomeado sátrapa (shahrab em persa médio; hwtny em parta) da cidade. De acordo com óstracos de Dura, possuía propriedade com vinhedo situada perto da cidade, indicando que as terras da cidade foram divididas entre os colonos persas. O período em que governou Dura foi curto, pois no início da década de 260 a cidade estava abandonada.